# ヤマム

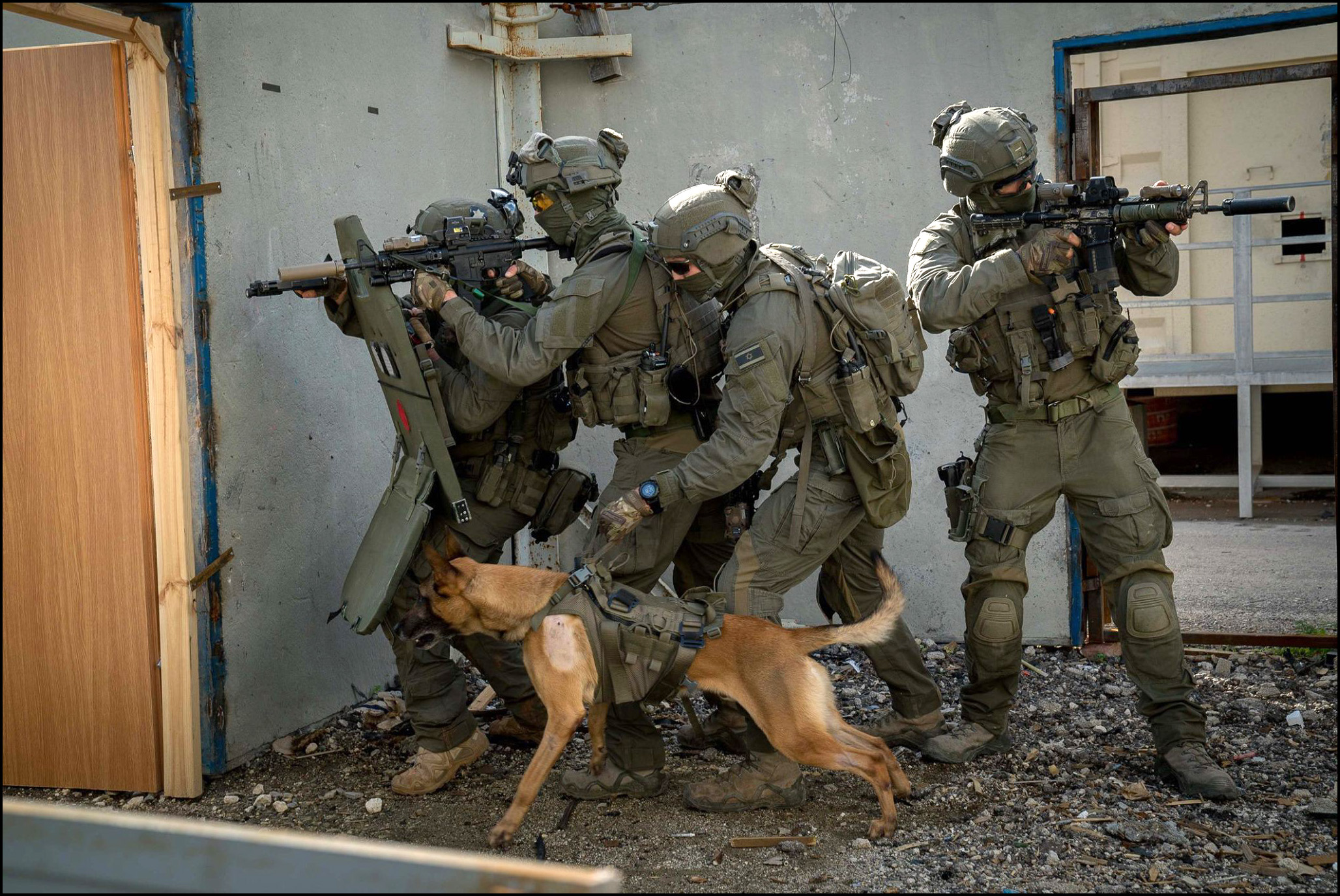
突入訓練を行うヤマム隊員

ヤマム（Yamam）は、イスラエル国境警察の特殊部隊。国内の人質救出及び対テロ作戦を主任務とする。

## 概要
1973年に創設された。編成としては、FBIの人質救出チームあるいはドイツのGSG9に似た、小隊規模の分遣隊を基幹とする。1988年の人質救出作戦で活躍した。この作戦は、バスが5名のテロリストに占拠された事件で、11名の人質の大半が子供を学校に送った母親であったことから「お母さんバス人質救出作戦」と呼ばれた。ヤマムの隊員が密かに占拠されたバスに近づいたものの、テロリストが人質3名を殺害したため、やむを得ず、強行突入を行った。ヤマムの狙撃手が2名を狙撃して射殺し、続いて拳銃を装備した突入チームが閃光手榴弾を投げ、窓を破って突入し、残りのテロリスト3名を射殺した。
2018年11月のガザで行われたイスラム原理主義者ハマスの指導者の拠点に監視装置を仕掛ける作戦では、結果的に生じた銃撃戦により、ヤマム所属隊員の中佐が死亡し、隊員1名が負傷した。その後ヤマムは航空支援を受けてかろうじて脱出している。後にハマスは、記者会見を行ってヤマムの隊員が残したとされる消音器付きのグロック19を公開している。
作戦に際し、変装を行うことがあり、作戦によっては、女装をする場合がある。

## 装備
マイクロ・タボール(MTAR-21)、光学照準器付きM4カービン、消音器付きFN P90、グロックなどを装備している。ヤマムは、積極的に装備を更新しており、以前はブローニング・ハイパワー、UZI、ジェリコ941、ガリル・ガラッツ、ステアー SSGを装備していた。

## 評価
ヤマムは、特殊部隊としての作戦遂行能力の高さを賞賛されている一方、作戦の過程で標的と一緒に一般市民が犠牲になるケースもあり、人命軽視と批判もされている。